# Panaxia pompalis
Panaxia pompalis är en fjärilsart som beskrevs av Nitsche. 1926. Panaxia pompalis ingår i släktet Panaxia och familjen björnspinnare. Inga underarter finns listade i Catalogue of Life.